# David N’Gog

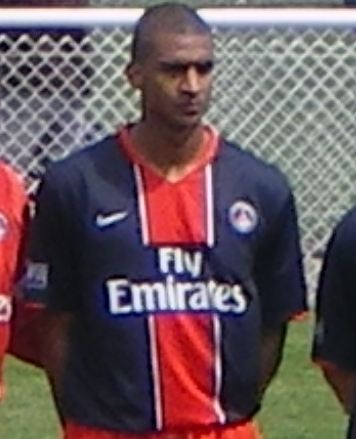
David N’Gog in der B-Mannschaft
von Paris Saint-Germain (2007/08)

David N’Gog (* 1. April 1989 in Gennevilliers) ist ein französischer Fußballspieler, der zurzeit beim Drittligisten Panionios Athen in Griechenland unter Vertrag steht.

## Karriere

### Jugendzeit und PSG
Der FC Les Lilas war der erste Fußballverein für den N’Gog kickte. 1995 wechselte er zu FC Franconville Plessis-Bouchard, wo er sechs Jahre seiner Jugend verbrachte, bis er im Jahr 2001 zum großen PSG geholt wurde. 2005 spielte er das erste Mal für die B-Mannschaft, am 18. November 2006 absolvierte er sein erstes Spiel in der Ligue 1, als er bei der 0:2-Heimniederlage gegen Girondins Bordeaux in der 46. Minute für Amara Diané aufs Feld geschickt wurde. Am 15. März 2007 absolvierte er sein UEFA-Cup-Spiel, als er im Achtelfinale gegen Benfica Lissabon in der 70. Minute für Péguy Luyindula eingewechselt wurde. Benfica besiegte die PSG mit 3:1. Nach insgesamt achtzehn Ligaspielen und einem einzigen Tor verließ er den Verein.

### FC Liverpool
Im Juli 2008 wechselte er für eine Ablösesumme von 1,5 Millionen Pfund zum FC Liverpool. Rafael Benítez, damaliger Trainer von Liverpool lobte seine Scouts über deren Entdeckung und sagte: Unsere Scouts finden Spieler wie N’Gog, mit einer hohen Qualität, die nicht teuer sind. In den nächsten Wochen bestritt er Freundschaftsspiele gegen den FC Villarreal, Glasgow Rangers und Vålerenga Oslo, in denen er zwei Tore erzielte. Am 31. August gab er sein Debüt in der Premier League gegen Aston Villa, wo er für Fernando Torres eingewechselt wurde. Sein erstes Pflichtspieltor gelang ihm allerdings in der Gruppenphase der UEFA Champions League 2008/09 beim 3:1-Sieg über PSV Eindhoven. Sein Debüt in der Startelf kam am 7. Februar 2009 gegen den FC Portsmouth und knapp einen Monat später, am 3. März, erzielte er gegen den AFC Sunderland sein erstes Premier-League-Tor. Sein zweites folgte am 11. April beim souveränen 4:0-Sieg über die Blackburn Rovers.
Der Start in die Saison 2009/10 verlief für N’Gog sehr zufriedenstellend. Schon am 2. Spieltag erzielte er gegen Stoke City seinen ersten Saisontreffer. Circa einen Monat später erzielte er in der 3. Runde des League Cups gegen Leeds United das entscheidende 1:0. Am 25. Oktober, beim Topspiel gegen Manchester United traf er in der 96. Minute zum erlösenden 2:0, nachdem fünfzehn Minuten davor für den Schützen des 1:0, Fernando Torres, eingewechselt wurde.
N’Gog sagte danach im Interview, es wäre ein fantastischer Moment für ihn und sein Team gewesen. Für ihn sogar der beste Moment seiner Karriere. Am 9. November erzielte er in der 13. Minute das 1:0 gegen Birmingham City, doch noch vor dem Pausenpfiff drehte Birmingham das Spiel auf 1:2. In der 71. Minute wurde er angeblich von Lee Carsley im Strafraum gelegt und der Schiedsrichter entschied auf Elfmeter. Diesen verwandelte Steven Gerrard zum 2:2. Zwei Wochen später sicherte er mit seinem 1:0-Siegtreffer beim Debreceni Vasutas SC dem FC Liverpool drei wichtige Punkte im Kampf um den Einzug ins Achtelfinale, den man allerdings als Drittplatzierter nicht erreichen konnte. Sein Trainer schenkte ihm nach diesem Spiel sein Vertrauen und brachte ihn gegen den FC Everton seit langem wieder in der Startelf. Am 18. Februar 2010 legte er mit seinem 1:0-Siegtreffer gegen Unirea Urziceni den Grundstein für die nächste Runde der UEFA Europa League. Im Halbfinale schied man gegen den späteren Sieger Atlético Madrid aus.
Zur Saison 2010/11 kam Trainer Roy Hodgson an die Anfield Road. Diesem zeigte N’Gog seine Torgefährlichkeit, indem er in der dritten Qualifikationsrunde der UEFA Europa League 2010/11 beim 2:0-Auswärtssieg beim mazedonischen Klub Rabotnički Skopje beide Tore erzielte. Im Rückspiel leitete er mit einem Kopfballtor den 2:0-Heimsieg ein und holte sogar einen Elfmeter raus, den Steven Gerrard später zum 2:0 verwandelte. Bei der Saisoneröffnung gegen den FC Arsenal erzielte er die zwischenzeitliche 1:0-Führung. Das Spiel endete 1:1-Unentschieden. Nachdem er Spiele lang gegen West Bromwich Albion und Birmingham City nicht eingesetzt worden war, zeigte er Charakter und traf daraufhin beim 4:1-Sieg über Steaua Bukarest doppelt.
Im League Cup schoss er seine Mannschaft in der 116. Minute gegen Northampton Town ins Elfmeterschießen, schoss allerdings dort daneben und Northampton gewann mit 4:2. Am 6. Dezember erzielte er mit einem Kopfball beim 3:0-Sieg über Aston Villa sein zweites Saisontor.

### Bolton Wanderers
Am 31. August 2011 gab der FC Liverpool bekannt, dass N’Gog zu den Bolton Wanderers wechseln werde.

### Nationalmannschaft
N’Gog durchlief die U-15-, U-16-, U-17-, U-18-, U-19- und U-21-Nationalmannschaften von Frankreich. Insgesamt bestritt er 56 Spiele und schoss 34 Tore im Jugendnationalmannschaftsbereich, wurde bisher noch nie für ein A-Länderspiel berücksichtigt. Er hätte die Möglichkeit für die kamerunische Fußballnationalmannschaft zu spielen, entschied sich aber weiterhin für Frankreich.

## Sonstiges
N’Gog ist der Cousin von Nationalspieler Jean-Alain Boumsong, der unter anderem für Newcastle United, Juventus Turin, Olympique Lyon und Panathinaikos Athen spielte.

## Titel und Erfolge
Paris Saint-Germain
- Coupe de la Ligue: 2008

FK Žalgiris
- Litauischer Superpokalsieger: 2020